# Comuna Vărbilău, Prahova
Vărbilău este o comună în județul Prahova, Muntenia, România, formată din satele Coțofenești, Livadea, Podu Ursului, Poiana Vărbilău și Vărbilău (reședința).

## Istoric
Lucrările cartografice care au tangență cu zona în studiu, sunt de fapt și cele mai vechi cercetări ale regiunii. Astfel, pot fi amintite: harta lui Specht (1790 – 1791), harta lui Valestinli (1797), harta lui Preffa Pazzini Carli (1790). În secolul al XIX-lea, apare pe o serie de hărți rusești (1804, 1820, 1828, 1833, 1835, 1853). În 1872, apare harta intitulată „Harta României istorică, politică, comercială”, avându-l ca autor pe maiorul Dimitrie Pappasoglu, iar în 1882 apare o hartă a județului Prahova care cuprinde fiecare plai și plasă în parte, alcătuită în total din 7 foi, la scara 1: 200.000, hartă întocmită de ing. Crapelianu. Harta Prahovei apărută în 1900 este prima hartă pe care apare o împărțire în cercuri, comune, sate și cătune.
Studiile geologice privind comuna Vărbilău datează încă din secolul XIX. Începând cu secolul al XX-lea se remarcă W. Teissyre în 1907 cu lucrarea „Stratigrafia regiunilor petrolifere din Subcarpați”. În 1927 D. M. Preda publică date privind geologia văii Teleajenului în zona subcarpatică. Studii în ceea ce privește geologia pentru regiunea cuprinsă între valea Teleajenului și Valea Prahovei, se datoresc și profesorului M. Filipescu care începând cu 1926 și până în 1932 a publicat mai multe lucrări privind stratigrafia și tectonica regiunii.
Lucrările cu caracter strict geografic și care să trateze comuna, nu există. Există însă lucrări și nu sunt puține, care tratează o arie mult mai extinsă. În anul 1893 apare „Dicționarul Geografic al județului Prahova”, ce îi avea ca autori pe: P. Brătescu I. Moruzi și C. Alexandrescu, lucrare unde sunt analizate fiecare sat, apă, munte, în parte. În această lucrare, se arată că Vărbilăul era o comună din plaiul cu același nume al județului Prahova, fiind formată doar din satul de reședință, cu 1699 de locuitori. În comună existau trei mori, o școală și două biserici. Aceeași lucrare arată că pe teritoriul actual al comunei era organizata și comuna Livadea, cu satele Livadea și Podu Ursului, având 749 de locuitori și 138 de case; comuna avea 8 mori pe râul Vărbilău și o biserică fondată în 1867. De asemenea, comuna Poiana de Vărbilău, formată și ea doar din satul de reședință, avea 638 de locuitori și 150 de case; ea avea o moară pe râul Vărbilău, o școală mixtă cu 36 de elevi (dintre care 6 fete) și o biserică fondată la 1864 de locuitori. De asemenea, satul Coțofănești făcea parte din comuna Mălăești, iar Bughea de Sus făcea parte din comuna Bughiile din plaiul Teleajen al județului Prahova.
În 1925 Anuarul Socec consemnează comunele Poiana Vărbilău și Vărbilău în aceeași plasă. Comuna Vărbilău avea 2229 de locuitori, iar Poiana Vărbilău avea 700. Comuna Livadea a fost temporar desființată, satele ei fiind transferate comunelor Ștefești (Livadea) și Cosminele (Podu Ursului). În 1931, comuna Livadea a fost reînființată în aceeași compunere.
În „Monografia județului Prahova”, scoasă de Nicolae Pavel și Nicolae Simache în anul 1943, sunt trecute date statistice și analize demografice. În 1966, V. Tufescu – „Subcarpații” – apărută în Editura Științifică, București, în care pe lângă multe alte informații sunt prezentați și Subcarpații Teleajenului și Prahovei. Tot în 1966, V. Mihăilescu – „Dealurile și Câmpiile României” – în care se acordă spre studiu un capitol despre Subcarpații Munteniei Centrale.
În 1950, comunele au devenit parte a raionului Teleajen din regiunea Prahova și apoi (după 1952), din regiunea Ploiești. În 1968, județul Prahova a fost reînființat, iar comunele Livadea, Poiana de Vărbilău, Mălăești și Bughiile au fost desființate, primele două fiind incluse în comuna Vărbilău, a treia împărțită între comunele Dumbrăvești și Vărbilău, iar ultima între comunele Gura Vitioarei și Vărbilău.

## Monumente istorice
Singurul obiectiv din comună inclus în lista monumentelor istorice din județul Prahova ca monument de interes local este casa cu prăvălie Ion Filipescu (începutul secolului al XX-lea, astăzi proprietate Telekom Romania) aflată vis-a-vis de primăria din satul Vărbilău. El este clasificat ca monument de arhitectură.

## Geografia

### Geologia
Regiunea studiată în lucrarea de față este situată în zona colinelor subcarpatice, pe capetele de afundare ale depozitului Flișului paleogen, care constitue cei doi pinteni, Pintenul de Văleni și Pintenul de Homorâciu-Prăjani. La sud, depozitele paleogene sunt mărginite de o importantă linie tectonică de-a lungul căreia ele încalecă peste depozitele neogene. Peste Paleogen invadează dinspre sud Neogenul care formează cuvete dispuse în două zone principale: o zonă meridională de care țin cuvetele de Vitioara-Predeal, Vărbilău-Trestioara și o zonă nordică de care țin cuvetele de Drajna și Slănic.

### Relieful
Comuna Vărbilău se înscrie, prin așezare și prin caracteristicile morfografice și morfometrice, în tipul specific de relief al Subcarpaților Curburii, dominați de alternanța dealurilor și depresiunilor, a culoarelor de vale, a martorilor de eroziune, precum și larga dezvoltare spațială a proceselor actuale.
Urmărită în dezvoltarea ei, morfologia regiunii subcarpatice din cadrul comunei Vărbilău, poartă amprenta îndeosebi a agentului fluviatil a cărei forme rezultate au servit drept câmp de desfășurare a altor procese. Dezvoltarea ritmică a reliefului a avut drept consecință apariția a trei trepte morfologice principale: suprafețe de eroziune, terasele și luncile actuale. La acestea se adaugă morfologia minoră rezultată din acțiunea proceselor de pantă care în anumite condiții fizico-geografice se desfășoară cu o intesitate deosebită, ajungând în unele sectoare să fie procesul predominant.
Din punct de vedere morfografic, pe cea mai mare lungime, interfluviile sunt rotunjite (431,12 km). Pe interfluviile din cadrul comunei se observă un număr mare de martori de eroziune, amplasați cu precădere în zona sud-vestică, dar mai ales în nord și nord-est.
Din punct de vedere hipsometric, comuna Vărbilău are o altitudune medie de 457 m, minima fiind de 260 m la ieșirea Vărbilăului din Coțofenești, iar maxima înregistrându-se în vârful Măgura – 653,54 m. În profil longitudinal, acest nivel are o cădere destul de pronunțată atât pe direcția nord-sud, cât și pe direcția nord-vest – sud-est, respectiv dinspre zona dealurilor înalte spre Valea Teleajenului. Nivelele de terase însoțesc aproape întreg cursul Vărbilăului pe teritoriul comunei omonime, având o desfășurare mai mare pe partea stângă a văii: 70 – 74 m, 49 – 53 m, 25 – 29 m, 6 – 9 m. Lunca este simetrică și are o lățime variabilă ce crește de la limita de nord-vest a comunei unde atinge 250 m, spre zona mediană a cursului Vărbilăului unde are valori de 350–450 m,cu o cădere de nivel de 45 m. Prezintă maluri înalte, forme de acumulare fluviatilă.
Densitatea fragmentării reliefului pe teritoriul comunei Vărbilău este relativ mare interfluviile fiind afectate de un mare număr de cursuri de apă intermitentă. Valorile de sub 2 km / km² se întâlnesc doar în jumătatea nordică a zonei și ocupă 13,3% din suprafață. Între 2,01 – 3,00 km / km² avem suprafețe deținând 17,2 % din totalul teritoriului. Cele mai mari suprafețe (27,3 %) sunt ocupate de terenurile cu fragmentări cuprinse între 3,01 – 3,50 km / km². Valori cuprinse între 3,51 – 4,00 km/km² ocupa o suprafață de 22,6% din teritoriul comunei. Cele mai mari valori le întâlnim de regulă în lunca Vărbilăului, unde se ajunge la valori ale densității fragmentării reliefului de peste 4,01 km / km². Suprafețele cu valori de peste 4,01 km/km² acoperă 21,1 % din totalul comunei. Valoarea maximă a densității fragmentării reliefului = sud-vestul comunei (4,77 km / km²) iar valoarea minimă, în nord-est (1,00 km/km²).
Adâncimea fragmentării reliefului are în general, valori inverse cu cele ale densității fragmentării, rețeaua hidrografică intermitentă realizând o săpare a malurilor mai puțin accentuată. Ea descrește odată cu altitudinea, în perimetrul vetrelor localităților fiind în medie sub 100 – 150 m. Adâncimea fragmentării reliefului impune nivelul de bază al văilor temporare, determinănd gradul lor de eroziune al versanților.
Valori sub 50 m/km² sunt puține (7,5%) și le întâlnim în lunca râului, în perimetrul vetrei satelor Vărbilău și Coțofenești (aici avem și valoarea minimă de 41 m/km²). Intervalul următor, cu valori cuprinse între 51 – 100 m/km² ocupă o suprafață mai mare (17,5 %), în zona de confluență a Vărbilăului cu Slănicul și pe teritoriul satului Poiana Vărbilău. Cea mai mare suprafață a comunei (41,2 %) are valori ale adâncimii fragmentării reliefului cuprinse între 101 – 150 m/km² și ocupă: tot nord-vestul localității, dealul Tâmpa și vestul satului Coțofenești. Între 151 – 200 m/km² avem 27,1 % din teritoriu, cu răspândire în zona versantului stâng al Slănicului, Podu Ursului, Sinești, etc. Cele mai mari valori, de peste 201 m/km² se găsesc în dealul Măgura și în apropierea satului Coțofenești, unde avem și maximul pentru comuna Vărbilău – 221 m/km².
Expoziția versanților reprezintă un indicator foarte important, mai ales în modul de amplasare al arealelor locuite și al tipurilor de culturi pretabile zonei respective.
Analizând modul de orientare al versanților, putem spune că datorită unui procentaj de 23,11 % al terenurilor cu expunere spre sud, sud-vest și sud-est, precum și 20,99 % terenuri cvasiorizontale, (total 44,10 %), rezultă un grad mare de favorabilitate pentru activitățile umane în general și pentru agricultură în special.
De o mare extensie sunt procesele actuale: alunecările de teren, prăbușirile, soliflxiuni,etc.

## Clima
Radiația solară directă este cifrată la 70 - 75 kcal/cm²anual, iar dacă se adaugă și radiația difuză, se ajunge la o valoare a radiației totale de 115 – 120 kcal. / cmp / an. Din aceasta o parte este reflectată, o alta este absorbită, iar în final rămân 40 – 42 kcal/cm²/ an radiație efectivă ). Comuna Vărbilău se află în cadrul zonei deluroase de tranziție dintre cea montană înaltă ( mai răcoroasă ) și zona de câmpie ( mai caldă ) deci clima va fi de dealuri înalte ( peste 500 m ). Acestui tip de climat îi corespunde o valoare a temperaturii medii anuale de 9 – 10º (media anuală la Câmpina este de 9,6º ), cu amplitudini termice anuale medii de 22 – 24º (în ianuarie media temperaturii este de -2 - 3 °C, iar în iulie de 20…21 °C). Cantitatea medie anuală de precipitații este de 687,0mm.Direcția dominantă a vânturilor este SE și NV,viteza medie= 2–3 m/s

### Hidrografia
Comuna Vărbilău se extinde ca suprafață pe trei bazine hidrografice: bazinul râului Vărbilău (92,3%), bazinul râului Cosmina (5,2%) – prin două sectoare: la vest de Coțofenești, pe valea Glodului și la sud-vest de satul Podu Ursului pe valea Manucu, iar cel de-al treilea bazin hidrografic este cel al râului Bughea (2,5%) – în nord-estul comunei. Datorită faptului că cea mai mare parte a suprafeței comunei (38,82 kmp. din 42,06 kmp.) se găsesc în cadrul bazinului râului Vărbilău, majoritatea referirilor hidrografice s-au făcut la acest bazin. Nivelul apei freatice se află la 1 – 3 metri adâncime în zona de luncă și la 4 – 10 metri în zona teraselor inferioare. În hidrografia comunei se impune râul Vărbilău, cel mai mare afluent al Teleajenului, care are o lungime de peste 36 km (11,92 km pe teritoriul comunei) și un bazin hidrografic de 215 kmp (38,82 kmp pe teritoriul comunei).Vărbilăul își are izvoarele în munții Radila Mare (Grohotiș), la altitudinea de 1440 m

### Vegetația
Cea mai mare parte a comunei este acoperită cu vegetație forestieră (43,8%) și pajiști secundare instalate pe locul fostelor păduri (24%). Urmărind repartiția vegetației distingem clar influența elementelor morfometrice – care imprimă zonalitatea verticală, dar și influența elementelor morfologice (bazinete, microdepresiuni), care produc abateri de la regula generală. Zonal, pe altitudine, regiunea este inclusă în etajul nemoral al pădurilor de foioase cu: etajul pădurilor de fag (Fagus silvatica), etajul pădurilor de stejar (între aceste două etaje se distinge un subetaj de amestec, stejar cu fag), dintre speciile lemnoase mai amintind: Quercus robur, Quercus petraea, Fraxinus excelsior, Ulmus procera, Acer campestris.
Pe suprafețe mai restrânse, cu condiții microclimatice sau edafice (de sol) specifice, în cadrul etajelor mai sus amintite apare și o vegetație intrazonală, după unii autori, azonală: asociații de luncă, asociații de mlaștină, asociații de terenuri salinizate, vegetație sagetală sau ruderală.

### Solurile
Solurile sunt din Clasa argiluvisoluri (soluri brune argiloiluviale, soluri brune luvice soluri brune luvice și soluri brune acide, luvisoluri albice). Clasa cambisoluri: (soluri brune acide) Clasa solurilor hidromorfe (soluri negre clinohidromorfe) Soluri neevoluate: (soluri aluviale de luncă, regosol)

### Căi de comunicație
Comuna este traversată de șoseaua județeană DJ102, care o leagă spre nord de Slănic și Izvoarele (unde se termină în DN1A) și spre sud de Dumbrăvești, Plopeni, Păulești și Ploiești (unde se intersectează cu DN1B). La Poiana Vărbilău, din acest drum se ramifică DJ100G, care duce spre est prin pădurea Cazacu spre Gura Vitioarei (unde se termină tot în DN1A); iar la Vărbilău se ramifică DJ101T, care duce către Aluniș, Bertea și mai departe, pe un traseu nemodernizat prin păduri, spre Valea Doftanei. Prin comună trece și calea ferată Buda-Slănic, pe care e deservită de stațiile Coțofenești, Poiana Slănic, Vlădești și Vărbilău.

## Demografia
Componența etnică a comunei Vărbilău
     Români (69,98%)
     Romi (13,45%)
     Alte etnii (16,57%)
Componența confesională a comunei Vărbilău
     Ortodocși (81,34%)
     Alte religii (1,8%)
     Necunoscută (16,86%)
Conform recensământului efectuat în 2021, populația comunei Vărbilău se ridică la 5.896 de locuitori, în scădere față de recensământul anterior din 2011, când fuseseră înregistrați 6.644 de locuitori. Majoritatea locuitorilor sunt români (69,98%), cu o minoritate de romi (13,45%). Din punct de vedere confesional, majoritatea locuitorilor sunt ortodocși (81,34%), iar pentru 16,86% nu se cunoaște apartenența confesională.
Comuna Vărbilău are o suprafață de 4206 ha.(42,06 km²). Populația este grupată în 5 sate, cel mai mare fiind Vărbilăul (peste jumătate din numărul total al populației) și are o densitate medie la nivelul comunei de 173,01 loc/km² (apropiată de media pe județul Prahova). Natalitatea este de numai 10,6%0 , valoare apropiată mediei pe țară (10,2 %0). Mortalitatea în 1998 se situa la 14,2 %0 mortalitatea infantilă se situează la un nivel scăzut, de 7 %0 Sporul natural după 1990, s-a reinstalat tendința de scădere a numărului populației, sporul natural înregistrând valori de – 1,2 %0. Densitatea populației a ajuns la 171 loc / km². Majoritatea populației este repartizată altitudinal pe treptele hipsometrice de 280 – 400 m. cu extinderi digitate până la 450 m
| Localitatea     | Nr. locuitori | %    | Densitatea (loc/km²) |
| --------------- | ------------- | ---- | -------------------- |
| Vărbilău        | 3.858         | 53,0 | 205,2                |
| Poiana Vărbilău | 1.297         | 17,8 | 182,6                |
| Livadea         | 1.096         | 15,1 | 152,2                |
| Coțofenești     | 955           | 13,1 | 144,7                |
| Podu Ursului    | 71            | 1,0  | 29,6                 |
| TOTAL           | 7.277         | 100  | 173,01               |

În etapa actuală, fenomenul de îmbătrânire a populației continuă, însoțit și de o ușoară feminizare, ca urmare a scăderii natalității și a măririi speranței de viață a populației feminine (70,6 ani) față de populația masculină (67,5 ani).

| UM    | Agricultură | Industrie | Servicii | Șomeri |
| ----- | ----------- | --------- | -------- | ------ |
| Număr | 223         | 2050      | 472      | 259    |
| %     | 7,42        | 68,24     | 15,72    | 8,62   |

## Așezările
Formele majore ale reliefului, dar mai ales micromorfologia, au condiționat apariția și dezvoltarea așezărilor umane pe teritoriul comunei Vărbilău, precum și fizionomia și mărimea demografică a acestora.
Se pot diferenția în funcție de poziția geografică următoarele tipuri de sate:
- Sate de terasă. Ele își au vatra fie pe podurile teraselor, fie în părțile periferice ale terasei spre contactul cu lunca, beneficiind astfel de fertilitatea ei și de apa potabilă, fie spre contactul cu versanții, în zona de adăpost. Vatra satelor de terasă este evoluată sub raport morfologic și ca organizare socială și economică, dar datorită extensiei transversale relativ mică a teraselor, evoluția lor este stopată pe această formă de relief. Ele concentrează un număr mare de locuitori, prezintă o textură bine conturată și suportă modernizări. În această categorie se includ satele Livadea și Coțofenești (a doua respectiv prima terasă ).
- Satele de terasă și versant cun sunt Vărbilăul și Poiana Vărbilău au evoluat din categoria satului de terasă având acum o extensiune verticală de până la 450 m. altitudine. Ele au cel mai mare număr de locuitori și ocupă versanții cu expunere sud-vestică, fiind confruntate cu procesele geomorfologice actuale.
- Podu Ursului este inclus în categoria satelor de coamă de deal (de interfluviu). Acest sat nu prezintă o textură și o structură bine conturate. Datorită poziției, el prezintă dificultăți de acces spre căile de comunicație, deci este confruntat cu un grad ridicat de izolare.

Amplasarea pe diferite forme de relief condiționează printre altele și extensiunea spațială a așezărilor și implicit a nunărului de locuitori. Din acest punct de vedere, în cadrul comunei Vărbilău, întâlnim următoarele categorii de mărime a satelor:
- așezări mari (1.500 – 5.000 locuitori), categorie din care face parte satul Vărbilău de care aparțin 3.858 persoane.
- așezări mijlocii (500 – 1.500 locuitori), unde se încadrează satele Poiana Vărbilău (1.297), Livadea (1.096) și Coțofenești (955).
- așezări foarte mici (sub 100 locuitori), unde includem satul Podu Ursului (71)

O altă clasificare importantă se referă la modul de așezare al gospodăriilor în vatră, rezultând mai multe categorii de structuri. Pe teritoriul comunei Vărbilău întâlnim doar două tipuri caracteritice de sate. Cele de pe valea râului, sunt toate sate răsfirate, iar Podul Ursului prezintă caracteristicile satelor risipite:
- satele răsfirate – reprezintă satul tipic românesc. Aici, distanța dintre gospodării este redusă, dar o parte din teritoriul cultivat se află în vatra satelor și aceasta din cauza condițiilor de relief. Din categoria satelor răsfirate fac parte: Coțofenești, Poiana Vărbilău, Vărbilă și Livadea.
- satul risipit – mai poartă denumirea de sat dispersat. Podul Ursului se include în această categorie datorită faptului că în mare parte, vatra satului se confundă cu moșia, datorită distanțelor mari dintre gospodării.

Din punctul de vedere al texturii (ordinea internă a străzilor), datorită condițiilor geomorfologice și aici mai ales datorită fragmentării mari, toate satele intră în categoria texturii neregulate, caracterizată prin lipsa ordinii în trasarea căilor de acces, acestea urmărind formele de relief.
În ceea ce privește forma (modul de grupare al gospodăriilor), criteriu legat de textură, se poate afirma că toate satele sunt mononucleare, excepție făcând Vărbilăul (ca nuclee separate de cel central pot fi amintite cartierele Sinești și Băicănești). Livadea este o localitate clasică pentru categoria satelor-stradă biliniare, atribute asemănătoare întâlnindu-se și în cazul Coțofeneștiului.
Funcțiile localităților reprezintă legătura dintre componentele demografice, economice și teritoriale. În această direcție, putem afirma că majoritatea satelor sunt predominant agricole.
- Poiana Vărbilău, Podu Ursului, Livadea și Coțofenești sunt sate cu funcție agricolă datorită faptului că pe teritoriul lor nu există unități industriale și nici o altă funcție nu este prezentă aici.
- satul reședința de comună, are funcții mixte, pe lângă cea administrativă (primăria comunei Vărbilău), aici fiind prezente câteva unități de mică industrie cu un număr de 45 de angajați: 2 brutării (30 angajați), moară (10 angajați), apoi în ultimii ani s-au dezvoltat mult unitățile comerciale ce țin de domeniul comerțului si serviciilor și nu în ultimul rând, satul Vărbilău are o importantă funcție de transport, aici fiind punctul de transfer al călătorilor ce vin pe calea ferată până la gara din localitate și iau autobuzul spre Aluniș, Bertea sau Ștefești, localități situate în bazinul superior al râului Vărbilău.
- toate satele au și funcția de localități dormitor datorită navetismului practicat din satele comunei Vărbilău spre Plopeni, Slănic sau Ploiești.

În ceea ce privește condițiile de locuit, pe ansamblul comunei se află un număr de 2261 de gospodării, alcătuite din: 1 persoană (424), 2 persoane (541), 3 persoane (406), 4 persoane (365) iar mai mult de 4 persoane (525). Nu se mai păstrează arhitectura tradițională în construcția noilor locuințe decât parțial. Cladirile mai vechi au însă o linie arhitectonică specifică zonei subcarpatice înalte, cu elemente ornamentale de traforaj în lemn, elemente întâlnite și în arhitectura orașului Comarnic. Multe asemenea clădiri se întâlnesc în satul Poiana Vărbilău dar cea mai reprezentativă, este clădirea în care funcționează sediul Romtelecom din Vărbilău declarată Monument de Arhitectură (sec. XIX)-

## Economia
Situată în partea de nord a zonei industrial agrare a județului Prahova, comuna Vărbilău se înscrie între localitățile cu funcție dominant agricolă, având suprafața terenului agricol de 45,9 % (1934 ha). În cadrul acesteia, principala resursă o constituie pășunile (436 ha) și fânețele (758 ha), care împreună reprezintă peste 61,7 % fiind amplasate pe terenuri cu fertilitate bună. Această situație influențează pozitiv dezvoltarea sectorului zootehnic. 	
Livezile de pomi fructiferi ocupă de asemenea o suprafață importantă : 26,2 %, din suprafața terenului agricol. Terenul arabil (223 ha), care deține aproximativ 11,5 % din terenul agricol, nu este foarte fertil, împiedicând cultura plantelor cerealiere. Totuși, pe areale restrânse și în special în gospodăriile individuale (exploatații agricole foarte reduse).	Ramuri dezvoltate în special în ultimii ani, comerțul și serviciile numără cele mai multe unități, iar personalul ce activează în domeniu este de circa 68 persoane. Numărul total al unităților este de 32, dintre care 26 sunt comerciale iar restul sunt unități prestatoare de servicii. Profilul lor este preponderent nealimentar sau mixt, remarcându-se mai slaba dezvoltare a sectorului alimentar.

## Turismul
În cadrul comunei nu sunt la ora actuală dotari turistice adecvate dar jurul comunei Vărbilău există în prezent o zonă puternic dezvoltată din punct de vedere turistic, dintre obiectivele cele mai importante putând fi amintite: salina și lacurile antropice din stațiunea Slănic (7 km. nord), casa memorială Nicolae Iorga din Vălenii de Munte, mănăstirile Suzana și Crasna, etc.

## Personalități
- Gabi Luncă (16 octombrie 1938 - 3 aprilie 2021), solistă de muzică lăutărească.

## Politică și administrație
Comuna Vărbilău este administrată de un primar și un consiliu local compus din 15 consilieri. Primarul, Mihail-Vasile Cărbunaru[*], de la Partidul Social Democrat, este în funcție din 1 noiembrie 2024. Începând cu alegerile locale din 2024, consiliul local are următoarea componență pe partide politice:
|  | Partid                          | Consilieri | Componența Consiliului | Componența Consiliului | Componența Consiliului | Componența Consiliului | Componența Consiliului | Componența Consiliului |
|  | ------------------------------- | ---------- | ---------------------- | ---------------------- | ---------------------- | ---------------------- | ---------------------- | ---------------------- |
|  | Partidul Social Democrat        | 6          |                        |                        |                        |                        |                        |                        |
|  | Partidul Național Liberal       | 4          |                        |                        |                        |                        |                        |                        |
|  | Forța Dreptei                   | 3          |                        |                        |                        |                        |                        |                        |
|  | Alianța pentru Unirea Românilor | 1          |                        |                        |                        |                        |                        |                        |
|  | Uniunea Salvați România         | 1          |                        |                        |                        |                        |                        |                        |

1. ↑  „Rezultatele finale ale alegerilor locale din 2024” (Json). Autoritatea Electorală Permanentă. Accesat în 23 octombrie 2024.